# Arboga kontrakt
Arboga kontrakt var ett kontrakt i Västerås stift. Det uppgick 1962 i Köpings-Arboga kontrakt.

## Administrativ historik
Kontraktet bestod ursprungligen av:
- Arboga stadsförsamling
- Arboga landsförsamling
- Himmeta församling
- Medåkers församling
- Västra Skedvi församling

1953 tillfördes från Köpings kontrakt
- Björskogs församling
- Kungs-Barkarö församling
- Kung Karls församling som fram till 1952 ingick i Västerrekarne kontrakt i Strängnäs stift
- Torpa församling som fram till 1952 ingick i Västerrekarne kontrakt i Strängnäs stift

## Kontraktsprostar
- Carolus Caroli Hising från 1645